# Chiesa di Santa Lucia (Siamanna)
La chiesa di Santa Lucia è un edificio religioso situato a Siamanna, centro abitato della Sardegna centrale. Consacrata al culto cattolico è sede dell'omonima parrocchia e fa parte dell'arcidiocesi di Oristano.
Sorse in forme tardo gotiche verso il 1512 grazie al canonico arborense Antonio Formentini. Il campanile venne eretto più tardi, intorno al 1745. 
Dopo aver subito numerosi danneggiamenti nel corso dei secoli, la chiesa venne infine restaurata nel 1950.